# Weltliga für Sexualreform

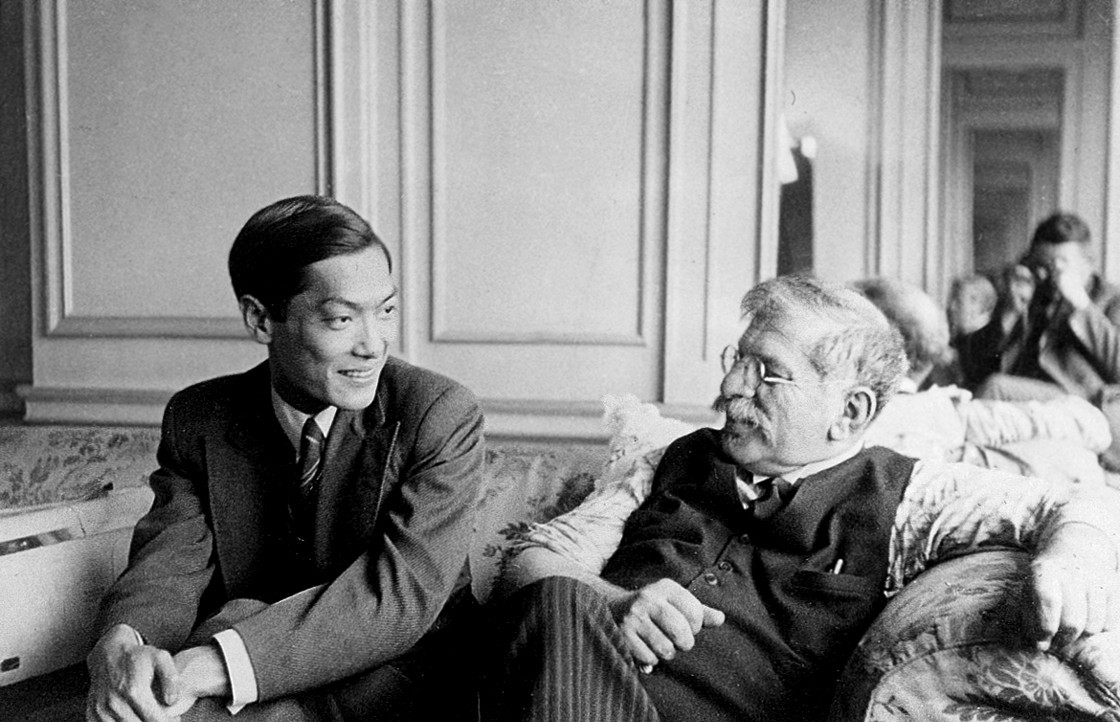
Magnus Hirschfeld (rechts) und sein Partner Li Shiu Tong auf dem fünften Kongress der WLSR in Brünn 1932

Die Weltliga für Sexualreform auf sexualwissenschaftlicher Grundlage (WLSR) war eine von 1928 bis 1935 bestehende wissenschaftlich-politische Vereinigung, die eine umfassende Gesellschaftsreform auf der Basis einer aufgeklärten, naturwissenschaftlich fundierten Sexualmoral anstrebte. Die Sexualreform sollte eine „rationalere“ Organisation des menschlichen Zusammenlebens nach sich ziehen, die Gesundheit der Bevölkerung steigern und den Einzelnen ein glücklicheres und freieres Sexual- und Beziehungsleben ermöglichen.

## Gründung
Treibende Kraft hinter der Gründung der Weltliga für Sexualreform war der deutsche Sexualforscher Magnus Hirschfeld. Schon im Vorfeld hatte Hirschfeld führende internationale Sexualwissenschaftler und Aktivistinnen für die Weltliga gewinnen können. Auf sein Betreiben hin wurden die Einladungen zu dem Kongress, auf dem die Vereinigung ins Leben gerufen wurde, bereits mit dem Briefkopf der Weltliga verschickt und Mitgliedskarten ausgegeben. Die offizielle Gründung der Weltliga erfolgte am 3. Juli 1928 auf der zweiten Internationalen Tagung für Sexualreform auf sexualwissenschaftlicher Grundlage in Kopenhagen. Zu den Gründungsmitgliedern gehörten etwa der deutsche Arzt Max Hodann, die Publizistin Helene Stöcker, eine der Organisatorinnen des bereits 1904/05 gegründeten Bundes für Mutterschutz und Sexualreform, der französische Schriftsteller Victor Margueritte, die US-amerikanische Pionierin der Geburtenkontrolle Margaret Sanger, die Aktivistin und sowjetische Gesandte in Norwegen Alexandra Kollontai, die Britin Dora Russell sowie der ebenfalls in Großbritannien tätige australische Arzt Norman Haire. Weiterhin gehörten der WLSR Vertreter Österreichs, der Schweiz, Italiens, Spaniens, Japans, Norwegens, Islands, Ägyptens, Liberias, Chiles und anderer Länder an.

## Organisation
Der Sitz der Weltliga für Sexualreform befand sich im 1919 von Magnus Hirschfeld in Berlin gegründeten Institut für Sexualwissenschaft.
Zu den ersten Präsidenten der Weltliga wurden Magnus Hirschfeld, der britische Sexualforscher Havelock Ellis und der Schweizer Psychiater Auguste Forel gewählt. Ab 1930 ersetzten Norman Haire und der Däne Jonathan Leunbach die weitgehend inaktiven Ellis und Forel, die jedoch Ehrenpräsidenten blieben.
Anlässlich der Gründung wurden 1928 ein Internationaler Ausschuss sowie ein Arbeitsausschuss ins Leben gerufen. Tatsächlich scheinen die Ausschüsse jedoch kaum Aktivitäten entfaltet zu haben. Auch eine zentrale Lenkung der Organisation oder verbindliche Beschlüsse lassen sich nicht nachweisen. Die 30 nationalen Sektionen, die 1933 gezählt wurden – etwa in Frankreich, Polen, Spanien und den Niederlanden –, agierten weitgehend unabhängig voneinander.
Genaue Angaben darüber, wie viele Mitglieder die Weltliga hatte, gibt es nicht. Geschätzt werden 182 Einzelmitglieder und 130 000 Mitglieder über die Mitgliedsorganisationen wie das Wissenschaftlich-humanitäre Komitee (WhK), die British Society for the Study of Sex Psychology (BSSSP) und den Bund für Mutterschutz und Sexualreform (BfM) im Jahr 1930.

## Ziele und Forderungen
Die WLSR gründete sich als internationale Vereinigung zur Erarbeitung und Bekanntmachung sexualkundlichen Wissens sowie als Dachorganisation für verschiedene nationale Gruppierungen und Einzelpersonen. Durch die Bündelung sexualpolitischer Anliegen sollte die Sexualreformbewegung gestärkt werden, mehr Sichtbarkeit erhalten und durchsetzungsfähiger werden. Als wichtigstes Ziel wurde in Kopenhagen formuliert,

„[…] dahin zu wirken, dass aus den Forschungsergebnissen der biologischen, psychologischen und soziologischen Sexualwissenschaft die praktischen Folgerungen für die Beurteilung und Neugestaltung des menschlichen Geschlechts- und Liebeslebens gezogen werden.“

Auf dem Kongress wurde ein Katalog von zehn einzelnen Forderungen erarbeitet. Diese lauteten:
1. Politische, wirtschaftliche und sexuelle Gleichberechtigung der Frau
2. Befreiung der Ehe (besonders auch der Ehescheidung) von kirchlicher und staatlicher Bevormundung
3. Geburtenregelung im Sinne verantwortungsvoller Kinderzeugung
4. Eugenische Beeinflussung der Nachkommenschaft
5. Schutz der unehelichen Mütter und Kinder
6. Richtige Beurteilung der intersexuellen Varianten, insbesondere auch der homosexuellen Männer und Frauen
7. Verhütung der Prostitution und der Geschlechtskrankheiten
8. Die Auffassung sexueller Triebstörungen, nicht wie bisher als Verbrechen, Sünde oder Laster, sondern als mehr oder weniger krankhafte Erscheinungen
9. Ein Sexualstrafrecht, das nur wirkliche Eingriffe in die Geschlechtsfreiheit einer zweiten Person bestraft, nicht aber selbst in Geschlechtshandlungen eingreift, welche auf den übereinstimmendem Geschlechtswillen erwachsener Menschen beruhen
10. Planmäßige Sexualerziehung und Aufklärung[4]

Die Veröffentlichungen der verschiedenen nationalen Sektionen der WLSR zeigen jedoch, dass diese Forderungen nicht weltweit einheitlich vertreten wurden. Die einzelnen Gruppierungen der Weltliga bewarben vielmehr zum Teil unterschiedliche Fassungen des Forderungenkatalogs.

## Aktivitäten
Zu den Hauptaktivitäten der WLSR gehörten ihre fünf Kongresse. Die Internationale Tagung für Sexualreform auf sexualwissenschaftlicher Grundlage, die vom 15. bis 20. September 1921 in Berlin stattfand, wurde nachträglich zum ersten Kongress der Weltliga erklärt. So konnte der Gründungskongress der Weltliga für Sexualreform, der vom 1. bis 5. Juli 1928 mit 70 Teilnehmenden in Kopenhagen stattfand, bereits als der zweite Kongress der Weltliga gelten. Ein dritter Kongress mit 350 Teilnehmerinnen und Teilnehmern fand vom 8. bis zum 14. September 1929 in London, ein vierter mit etwa 2 000 Aktiven vom 16. bis zum 23. September 1930 in Wien und ein fünfter vom 20. bis zum 26. November 1932 in Brünn statt, wo der Kongress im Vorfeld bereits die Gründung der Zeitschrift Kamarád angestoßen hatte, der zweiten tschechoslowakischen Homosexuellenzeitschrift nach dem Periodikum Hlas. Weitere Kongresse, wie sie für 1931 in Moskau und für 1933 in Paris geplant waren, fanden nicht mehr statt.
Zu den internationalen Aktivitäten der Weltliga gehört weiterhin der Versuch, eine Zeitschrift mit dem Namen Sexus zu publizieren. Die zwei Anläufe in den Jahren 1931 und 1933 wurden jedoch nach jeweils einer Ausgabe aufgegeben.

## Auflösung
Der aufkommende Nationalsozialismus erschwerte in Deutschland die sexualreformerischen Bemühungen. Bereits im Mai 1933 wurde das Institut für Sexualwissenschaft in Berlin geplündert, später aufgelöst. Nach dem Tod Magnus Hirschfelds in seinem Exil in Nizza 1935 wurde die Weltliga von den verbleibenden Präsidenten Norman Haire und Jonathan Leunbach aufgelöst. Als Gründe nannten sie die mangelnden oder eingestellten Aktivitäten der einzelnen nationalen Sektionen und die politischen und ökonomischen Verhältnisse in Europa. Doch auch das schwierige persönliche Verhältnis der beiden zueinander spielte eine Rolle.